# Liste der Monuments historiques in Cambiac
Die Liste der Monuments historiques in Cambiac führt die Monuments historiques in der französischen Gemeinde Cambiac auf.

## Liste der Bauwerke
| Bezeichnung | Beschreibung                     | Standort | Kennzeichnung | Schutzstatus | Datum | Bild |
| ----------- | -------------------------------- | -------- | ------------- | ------------ | ----- | ---- |
| Schloss     | Erbaut Ende des 15. Jahrhunderts | (Lage)   | PA31000047    | Inscrit      | 2001  |      |

## Liste der Objekte
| Bezeichnung | Beschreibung          | Standort                        | Kennzeichnung | Schutzstatus | Datum | Bild |
| ----------- | --------------------- | ------------------------------- | ------------- | ------------ | ----- | ---- |
| Glocke      | Bronze, 1669 gegossen | in der Kirche St-Étienne (Lage) | PM31000080    | Classé       | 1914  |      |